# 薩爾切伊鄉
45°29′40″N 26°49′30″E / 45.49444°N 26.82500°E
薩爾切伊鄉（羅馬尼亞語：Comuna Valea Salciei, Buzău），是羅馬尼亞的鄉份，位於該國東南部，由布澤烏縣負責管轄，面積32平方公里，海拔高度378米，2007年人口845，人口密度每平方公里26人。